# 16 Cygni B b
16 Cygni Bb – planeta typu gazowy olbrzym orbitująca wokół gwiazdy 16 Cygni B. Została odkryta w 1996 roku. Jej masa wynosi ponad 1,5 masy Jowisza. Planeta ma bardzo ekscentryczną orbitę.